# Zaviralec protonske črpalke
Zaviralci (ali inhibitorji) protonske črpalke so protiulkusne učinkovine, ki zavirajo izločanje želodčnega soka z blokado delovanja protonske črpalke na sekretorni površini acidogenih celic. Z zaviranjem protonske črpalke preprečujejo izmenjavo kalijevih ionov s protoni in posledično zmanjšujejo kislost v svetlini želodca. Mednje sodita na primer omeprazol in lansoprazol. Zaviralci protonske črpalke so najučinkovitejša zdravila za zaviranje želodčne sekrecije.

## Predstavniki
Na tržišču so naslednja zdravila iz skupine zaviralcev protonske črpalke:
- omeprazol
- esomeprazol
- lansoprazol
- rabeprazol
- pantoprazol
- dekslansoprazol

## Zgodovina
Farmakološki učinek zaviralcev protonske črpalke so pojasnili leta 1981, ko so ugotovili, da pikoprazol zavre protonsko črpalko (H+/K+-ATP-azo) v parietalnih celicah. Omeprazol so sintetizirali že leta 1979, vendar so njegov učinek pojasnili štiri leta kasneje. Sledil je razvoj novih učinkovin z istim mehanizmom delovanja (pantoprazol, lansoprazol, rabeprazol, esomeprazol in dekslansoprazol). Izkazali so se kot učinkovita in varna zdravila pri bolnikih z različnimi obolenji zgornje prebavne cevi in preprečevanju zapletov ter so med najpogosteje predpisanimi zdravili tudi v našem okolju.

## Mehanizem delovanja
Zaviralci protonske črpalke nepovratno blokirajo encimski sistem vodik/kalij adenozin trifosfat, imenovan H+/K+ ATPaza ali pogosteje protonska črpalka. Ta encimski sistem se nahaja v parietalnih celicah želodca in predstavlja zadnjo stopnjo izločanja želodčne kisline ter je neposredno odgovoren za izločanje vodikovih protonov v želodčno svetlino.
Zaviralci protonske črpalke zavrejo izločanje želodčne kisline močneje kot antagonisti receptorjev H2 in zavrejo tako bazalno kot s hrano stimulirano izločanje želodčne kisline.

## Indikacije
Zaviralci protonske črpalke so indicirani pri naslednjih boleznih:
- peptične razjede, neodzivne na antagoniste receptorjev H2
- refluksni ezofagitis
- okužba s Helicobacter pylori (v kombinaciji z antibiotiki)
- Zollinger-Ellisonov sindrom

## Neželeni učinki
Neželeni učinki niso pogosti in vključujejo glavobol, drisko in izpuščaj. Poročali so tudi o omotici, somnolentnosti, zmedenosti, impotenci, ginekomastiji ter bolečinah v mišicah in sklepih.
Ker je želodčna kislina odgovorna za sproščanje vitamina B12 iz delcev hrane, lahko pri dolgotrajni uporabi zaviralcev protonske črpalke pride do zmanjšane absorpcije tega vitamina in posledično do njegovega pomanjkanja v telesu. Pri dolgotrajnejši uporabi teh zdravil kot tudi antagonistov receptorjev H2 naj bi bili bolniki tudi dovzetnejši za zunajbolnišnično pljučnico, saj naj bi zmanjšanje kislosti želodčne vsebine povzročilo manj učinkovito uničenje mikroorganizmov v prebavilih. Bolniki z večjim tveganjem za pojav pljučnice naj bi zato prejemali zdravila za zaviranje izločanja želodčne kisline le, če je nujno, in v nižjih odmerkih. Povečajo lahko tveganje za zlom kolka in pojav driske, ki jo povzroča bakterija Clostridium difficile.